# ヨケラ高校銃乱射事件
ヨケラ高校銃乱射事件（ヨケラこうこうじゅうらんしゃじけん）は、2007年11月7日にフィンランド・トゥースラヨケラのヨケラ高等学校で発生した銃乱射事件（スクールシューティング）。
この日の朝、18歳の学生、YouTuberのペッカ・エリック・オーヴィネン（Pekka-Eric Auvinen）が半自動拳銃で武装して登校し、8人を殺害、1人を負傷させたのちに自身の頭部を銃撃した。他の12人も、飛散した硝子や足首の捻挫により負傷した。オーヴィネンはこの日の夜遅く、ヘルシンキの病院で死亡した。
本事件はフィンランド史上、2度目のスクールシューティングだった。1度目の事件は、1989年にラウマのラウマンメリ中学校で14歳の生徒が2人の生徒を銃殺した事件であった。しかし本事件から1年も経たぬ内に、3度目となるカウハヨキ学校銃乱射事件が発生した。オーヴィネンに大きく影響を受けたものとみられる。

## 事件
2007年11月7日の現地時間およそ11時40分、ペッカ・エリック・オーヴィネンは最初の授業には出ず、ヨケラ高校1階の主廊下に足を踏み入れた。11時42分に廊下で遭遇した男子生徒を殺害し、便所に移動した。すぐに他の生徒が犠牲者の遺体を見つけたが、頭をぶつけて意識を失っていると思われた。他の生徒たちも音を聞いていたが、それが銃声であるとは認識しなかった。オーヴィネンは便所で更に2人の生徒を銃撃して致命傷を与え、学校の看護師に救急隊を呼ぶよう促した。そして便所の外で別の生徒を銃殺した後、看護師を追い掛け、11時46分に彼女と別の生徒を銃撃して致命傷を負わせた。
11時47分、校長のヘレナ・カルミ（Helena Kalmi）は副校長から銃撃が発生したとの警告を受けた。彼女はすぐにパブリック・アドレスを介して、全ての生徒と教員に、教室をバリケードで封鎖するよう命じた。オーヴィネンは叫びながら銃を乱射し始め、廊下で計53回銃を発射した。ある時点で生徒の母親に遭遇しているが、彼女は撃たれずに済んでいる。その後、教室への侵入を試み、封鎖された扉を3回銃撃して、生徒の足指を負傷させた。更に校舎の2階へ移動し、廊下のベンチに坐っている2人の生徒を見つけた。一人は逃げ出して無傷で済んだが、もう一人は射殺された。
オーヴィネンは廊下の壁と床に2ストローク機関燃料（ガソリンとオイルの混合物）を撒布したが、点火することができなかった。それから1階の食堂へ入ろうとしたが、硝子の引戸が施錠されていたため、中へ入れるように要求した後、硝子越しに発砲した。中の幾つかの椅子に銃弾が命中したが、食堂に隠れていた人々は反対側から逃げ出して厨房裏の部屋に隠れることができたため、負傷した者はいなかった。
11時54分、カルミ校長は教育福祉担当官と共に校舎を出た。そして建物と近くの池の間で立ち止り、電話で通話を始めた。教育福祉担当官は、救急車を案内するために駐車場へ向った。そこへオーヴィネンが罵声を発しながら校舎から現れ、カルミに遭遇した。カルミはオーヴィネンに、降伏するよう説得を試みたが、11時57分、オーヴィネンは校庭に生徒の集団がいるのを見てカルミを7回銃撃し、致命傷を負わせた。
オーヴィネンは校舎1階に戻り、教室の扉をノックしながら歩き始めた。そして封鎖されていた総合教室に侵入することに成功した。そこにいた数人の生徒に命令を叫び、革命を宣言し、学校の財産を破壊するよう命令した。テレビと窓に2発の銃弾を発射したが、オーヴィネンはここでは誰も撃つことなしに教室を去った。
数分後にオーヴィネンは、最初に対応した警察官と救急医療隊員が中庭に集結しているのを発見した。窓から彼らに向けて発砲したが、銃弾は窓硝子を貫通しなかった。12時3分、オーヴィネンは正面玄関近くの別の位置へ移動し、交渉のために近付いてきた警察官に2発の銃弾を発射したが、命中しなかった。そしてすぐに食堂の隣の便所へ入り、ジャケットと鞄を床に放り投げた。その後、自身の頭を撃ち、12時4分に事件は終結した。
オーヴィネンは14時45分にヘルシンキ大学中央病院のトゥーロキャンパスに搬送されたが、22時15分、銃創により死亡した。犠牲者は全員、上半身と頭に複数の傷を負っていた。

### 犠牲者
以下の全員が銃撃により殺害された（犯人を除く）。
- サメリ “サメ” ヌルミ（Sameli "Same" Nurmi）男性、17歳（学生）
- ミカ・ペッテリ・プルキネン（Mika Petteri Pulkkinen）男性、17歳（学生）
- アリ・ユハニ・パルサネン（Ari Juhani Palsanen）男性、18歳（学生）
- ハンナ・カタリイナ・ラークソネン・キヌネン（Hanna Katariina Laaksonen Kinnunen）女性、25歳（学生）
- シルッカ・アンネリ・カーラッカ（Sirkka Anneli Kaarakka）女性、43歳（看護師）
- ミッコタパニ “ミッコウス” ヒルチューン（Mikko Tapani “Mikkous” Hiltunen）男性、17歳（学生）
- ヴィレ・ヴァルテリ “ヴィルチ” ヘイノネン（Ville Valtteri “Viltsi” Heinonen）男性、16歳（学生）
- ヘレナ・カルミ（Helena Kalmi）女性、61歳（校長）

## 犯人
ペッカ・エリック・オーヴィネン（1989年6月4日 - 2007年11月7日）は、フィンランドのトゥースラ生れで、事件当時は18歳のヨケラ高校の生徒だった。

### 精神保健問題
2006年12月から2007年1月の間、オーヴィネンの両親は彼を鬱病と不安のために精神科外来へ紹介させようとしたが、症状が軽度であるとみられたため、申し出は拒否された。代わりに抗鬱薬を使用した治療が、両親に勧められている。また、オーヴィネンはオンライン上の知人であるヴァウラ・クルヴァイネン（Vaula Kuuluvainen）に、次の月の兵役には就かないと述べ、事件前日には他にも幾つかの不可解で殺人的なメッセージを残した。また、オーヴィネンは死の1年前にSSRIを不規則に服用していた。
オーヴィネンは学校で、頻繁にいじめに遭っていた。オーヴィネンは学校の生徒たちに対し、彼らは「白い革命（a white revolution）」で死ぬだろうと脅迫的に述べており、生徒たちは彼の行動の変化をカウンセラーに報告している。オーヴィネンの教師の一人は彼を、極右と極左の運動の両方に関心を抱いていた過激派だと述べた。オーヴィネンは遅くとも2006年3月初旬、後に事件の原因とされたYouTuberやオンラインゲーマーに会う前から、銃撃を計画していたとみられている。

### オンライン上の活動
オーヴィネンは、YouTubeのアカウント2個を含め、幾つかのオンラインアカウントを持っていた。YouTubeのアカウントはいずれも匿名で、「Sturmgeist89」と「NaturalSelector89」という名前が付けられ、コロンバイン高校銃乱射事件、ウェーコ包囲、東京地下鉄サリン事件、2003年のイラク侵攻中の爆撃などの、スクールシューティングや暴力的事件に関する動画が投稿されていた。事件直前には、オーヴィネンは自身の武器と、林檎を撃つ様子を写した動画を投稿した。彼の最後の動画「ヨケラ高校の虐殺――2007年11月7日（Jokela High School Massacre - 11/7/2007）」では、銃を持った射手の写真とヨケラ高校の写真が映し出された。
事件の数ヶ月前、アメリカのYouTubeブロガーであるTJ・カークは、オーヴィネンのものも含め、学校での銃乱射に関するコンテンツを含むアカウントの調査を当局に求めていた。二人を結び付けたとみられるものは、YouTubeで「ロビン・マクベイ（Robin McVeigh）」（アメリカのテロリスト、ティモシー・マクベイに因む）のユーザー名を持つ中年のアナキストで、彼女は殺人に反対する人々を日常的に攻撃し、多くのYouTube利用者を脅迫していた。また、2番目の「YouTube殺人犯（YouTube Killer）」になることを計画していた14歳の少年とも関係があった。「ロビン・マクベイ」は後に、オーヴィネンを含む大量殺人犯を偶像化した、小さいながらも主張の強いオンライン・コミュニティを組織し、カークと女性YouTuberの友人の両方を、彼らは幾度もオーヴィネンに手を差し伸べようとしていたにもかかわらず、オーヴィネンをいじめたと主張した。
「ロビン・マクベイ」と関わりのあったもう一人の14歳の少年は、フィラデルフィア郊外の彼の学校での襲撃を計画した疑いで、10月に逮捕された。ヘルシンキ警察のサイバー犯罪部門のスポークスマンは、オーヴィネンとこの少年の間に何らかの形の接触があった可能性が高い旨を述べた。

### ファイルパッケージ
事件の前に、オーヴィネンは21個のメディアファイルを含むファイルパッケージをインターネット上にアップロードした。ここには彼自身の写真、彼の銃、ヨケラ高校、一つの未公開の音楽ファイル、フィンランド語と英語の三つの文書が含まれていた。
最も長い文書は「自然淘汰者の声明文（Natural Selector's Manifesto）」で、事件の背後にあるオーヴィネンの考えと理論的根拠を説明するものだった。オーヴィネンは、自分の襲撃を単なるスクールシューティングではなく、完全なテロ行為と見做して欲しいと強調した。この文書はプラトンやニーチェなどの、オーヴィネンが好んでいた様々な社会批判的思想家の融合であり、セオドア・カジンスキーのマニフェストの引用も含まれていた。オーヴィネンは人間を、彼らの批判的思考能力に基づいて三つの集団に分け、人類の最も弱い部分を取り除くことを目的とした「自然淘汰者」としての自身の役割を強調した。オーヴィネンは自身の行動を「人類に対する総力戦（total war against humanity）」と呼び、心の弱い多数派を正当に淘汰するものとして虐殺を正当化した。また、自身の成長過程と消費したメディアの双方に、自身の行動への責任はないと主張した。
オーヴィネンはまた、事件前夜に両親に宛てた遺書をコンピューターに残しており、その書出しは「あなたがこれを読んでいるときには、私は恐らく既に死んでいる」というものだった。

### 銃の入手
オーヴィネンは10月に銃の免許を取得し、事件の5日前の11月2日に、.22ロングライフル弾 SIG SAUER MOSQUITOと500発の弾薬を購入した。8月31日からはヘルシンキ射撃クラブの登録会員にもなっている。クラブのスポークスマンは、オーヴィネンが1時間のトレーニングセッションに1回参加したことを明らかにした。地元の射撃クラブの会員であり、前科もなかったことから免許が交付された。
フィンランドの警察は、.22口径の武器の使用を始める際には、射撃を趣味としていることを要求する。オーヴィネンは当初、9mmグロック拳銃を購入したいと考えていたが、火力が高過ぎ、精密な射撃に適したものではないため、申請は10月12日に警察によって却下された。その後、.22口径のルガーMK III拳銃の購入申請の提出に成功したが、購入当日に利用することができないということがわかり、代りにSIG Sauer Mosquitoを購入することが選択された。
オーヴィネンは事件前にYouTubeへ動画を投稿して「虐殺（massacre）」の実行を宣言し、声明文をファイル共有サイトにアップロードした。声明文で彼は社会からの疎外へ怒りを表明し、「心の弱い大衆（weak-minded masses）」の「Idiocracy」に反抗するように「心の強い賢い個人（strong-minded and intelligent individuals）」に呼び掛けた。

## 犯罪捜査
警察は現場で、計75個の薬莢と327個の未使用の弾薬を発見した。2階の壁と床には可燃性の液体が注がれているのが発見され、オーヴィネンが校舎に火をつけようとしたことを示唆していた。オーヴィネンの遺書が発見され、彼のインターネット投稿の分析も始められた。2008年4月、事件に関する2,000ページの報告書が警察から発表された。

## 政府の対応

### フィンランド政府
11月8日、公的機関と民間団体が同様に全国で半旗を掲げ、フィンランド政府は会期中に黙祷を捧げた。マッティ・ヴァンハネン首相は「政府の心からの哀悼の意」を表し、報道機関、保護者、学校が事件について正しい見方で話し合う必要がある旨を強く指摘した。
フィンランド国立教育委員会は直ちに、教員と校長に、生徒と銃撃について話し合う方法についての指示と、保護者への短い指示を投稿した。タルヤ・ハロネン大統領も哀悼の意を表した。フィンランド福音ルター派教会は、ヨケラ教会に危機センターを開設した。このセンターでは、悲劇に苦しむ人々に専門的な支援が提供された。犠牲者の追悼や記念のため、多くのグループがIRC-GalleryとFacebookに登場した。
トゥルクのルター派大司教であるジュッカ・パールマ、カレリアの正教会レオ（Leo）大司教、ヘルシンキのカトリック司教ヨゼフ・ローベル（Józef Wróbel）、その他の教会当局は、犠牲者の親戚や愛する人々へ哀悼の意を表した。全国的に、パストラルケアを求める人々は誰でも教会の建物を利用することができ、事件はそのために多くが特別に催された神事の主題となった。
2007年11月9日、フィンランド政府は、銃器に関する欧州連合の指令への異議申し立てを取り下げることを決定した。これにより恐らく、ヨーロッパの一般的な銃所有権の最低年齢制限である18歳の年齢制限が設けられることになるとみられる。この決定が発表された後、内務大臣のアンネ・ホルムルンドは補佐官を通じて、指令は長い間欧州連合で保留されており、「これを以てしても事件を防ぐことはできなかっただろう」と思われるもので、今回の決定は事件の直接の結果ではなかったと述べた。
11月13日、フィンランド政府は「事件に関連するヨケラの学校の銃撃と事件を調査するための調査委員会」を設置すると発表した。調査報告書は2009年2月に発表された。

### 国際的な政府・組織
- エストニア: トーマス・イルヴェス大統領は、エストニアの人々を代表してハロネン大統領へ哀悼のメッセージを送り、ニュースに衝撃を受け悲しんでいる旨を述べた[46]。

- アイスランド: オラフル・ラグナル・グリムソン大統領は、アイスランドの人々を代表してハロネン大統領に哀悼のメッセージを送り、「私とアイスランドの人々を代表して、今日の初めにトゥースラでの悲劇的な出来事についてフィンランドの人々に哀悼の意を表したいと思います」と述べた[47]。

- アイルランド: メアリー・マッカリース大統領、バーティ・アハーン首相、及び多くのアイルランドの学童が、11月12日のハロネン大統領の公式訪問中に、大統領に哀悼の意を表した[48]。

- ノルウェー: ハーラル5世国王はハロネン大統領に哀悼のメッセージを送り、「昨日、トゥースラのヨケラ高校での悲劇のニュースを受け取り、無意味な命が失われたことを深く悲しんでいます。心からの哀悼の意と、遺族の皆様、全てのフィンランドの人々に心からお見舞い申し上げます」と述べた[49]。

- スウェーデン: カール16世グスタフ国王は哀悼の意を表明し、銃撃を恐ろしい事件として説明した。ルーレオーでの記者会見で国王は「残念ながら、この種のことは世界中に広がっています。それは奇妙なことです」と付け加えて述べた。また、スウェーデンのテレビチャンネルSVT 2は、事件の翌日、学校での銃乱射を主題にした映画『エレファント』も放映したが、フィンランドに関しては除外し、代りに、映画『スイミングプール』が放映された[50]。

- 欧州連合: ジョゼ・マヌエル・ドゥラン・バローゾ委員長はヴァンハネン首相へのメッセージの中で、「キャンパスでの恐ろしい殺人を知って衝撃を受け、深く悲しんだ」と述べた[51]。

## 模倣犯罪の脅威

### フィンランド国内
2007年11月9日、フィンランドの警察はインターネットに投稿された襲撃予告を受け、3校の学校に急行した。1校はトゥースラのハイリラ高校で、他の学校はキルッコヌンミとマーニンカにあった。「マーニンカの虐殺（Maaninka massacre）」という題名の動画をYouTubeに投稿した16歳の少年は11月11日に逮捕され、動画は冗談だったと述べた。
ヨケラ高校の事件から3週間後、でっち上げの脅迫の多さに手を焼いたフィンランドの警察は、学校に対する脅迫をやめるよう呼び掛けた。そして将来の加害者に、深刻な司法上の結果と、ヨケラ高校の事件に巻き込まれた家族の気持を思い起させた。
2008年9月23日には西スオミ州（当時）の町カウハヨキのセイナヨキ応用科学大学で、カウハヨキ学校銃乱射事件が発生した。犯人は調理を学んでいた22歳の学生マッティ・ユハニ・サーリ（Matti Juhani Saari）で、半自動拳銃で10人を射撃し致命傷を負わせた後、自らの頭を銃撃し、数時間後にタンペレ大学病院で死亡した。警察は当初、サーリがペッカ・エリック・オーヴィネンと知り合いである可能性が高いと述べたが、最終調査ではその証拠は見つからなかった。

### 他国
隣国のスウェーデンストックホルムで、16歳と17歳の二人の少年が、学校の校長と用務員を殺害するために共謀したとして逮捕された。校長によると、彼らはコロンバイン高校とフィンランドで何が起ったかについて話し、称賛したという。